# Stanislaus Fernandes
Stanislaus Fernandes (ur. 8 października 1939 w Ahmadabadzie) – indyjski duchowny rzymskokatolicki, w latach 2002-2015 arcybiskup Gandhinagaru.

## Życiorys
Święcenia kapłańskie przyjął 23 marca 1968. 21 maja 1990 został prekonizowany biskupem Ahmadabadu. Sakrę biskupią otrzymał 24 sierpnia 1990. 11 listopada 2002 został mianowany arcybiskupem Gandhinagaru. 12 czerwca 2015 przeszedł na emeryturę. 23 maja 2016 został mianowany administratorem apostolskim Barody.